# Playmobil
Playmobil je hračka, kterou vytvořil designér Hans Beck. Vyrábí ji od roku 1974 německá firma Geobra Brandstätter GmbH & Co. KG. Jedná se o plastové panáčky vysoké 7,5 cm (děti 5,3 cm), s pohyblivou hlavičkou (hybnost jen 180 stupňů) a sundávacími vlasy, hýbacíma rukama (od roku 1982 včetně pohyblivého zápěstí), schopností posadit se a s nejrůznějšími doplňky včetně dopravních prostředků, domů, zvířat či rostlin. Původní čtyři tematické světy Playmobilu (stavební dělníci, rytíři, indiáni a kovbojové) byly záhy rozšířeny o nové a nové nápady. Dnes je těchto světů několik desítek (např. piráti, cirkus, letiště, farma, atd.) a dokonce i samotný panáček prošel v několika fázích značným vývojem a mění se v detailech dodnes.

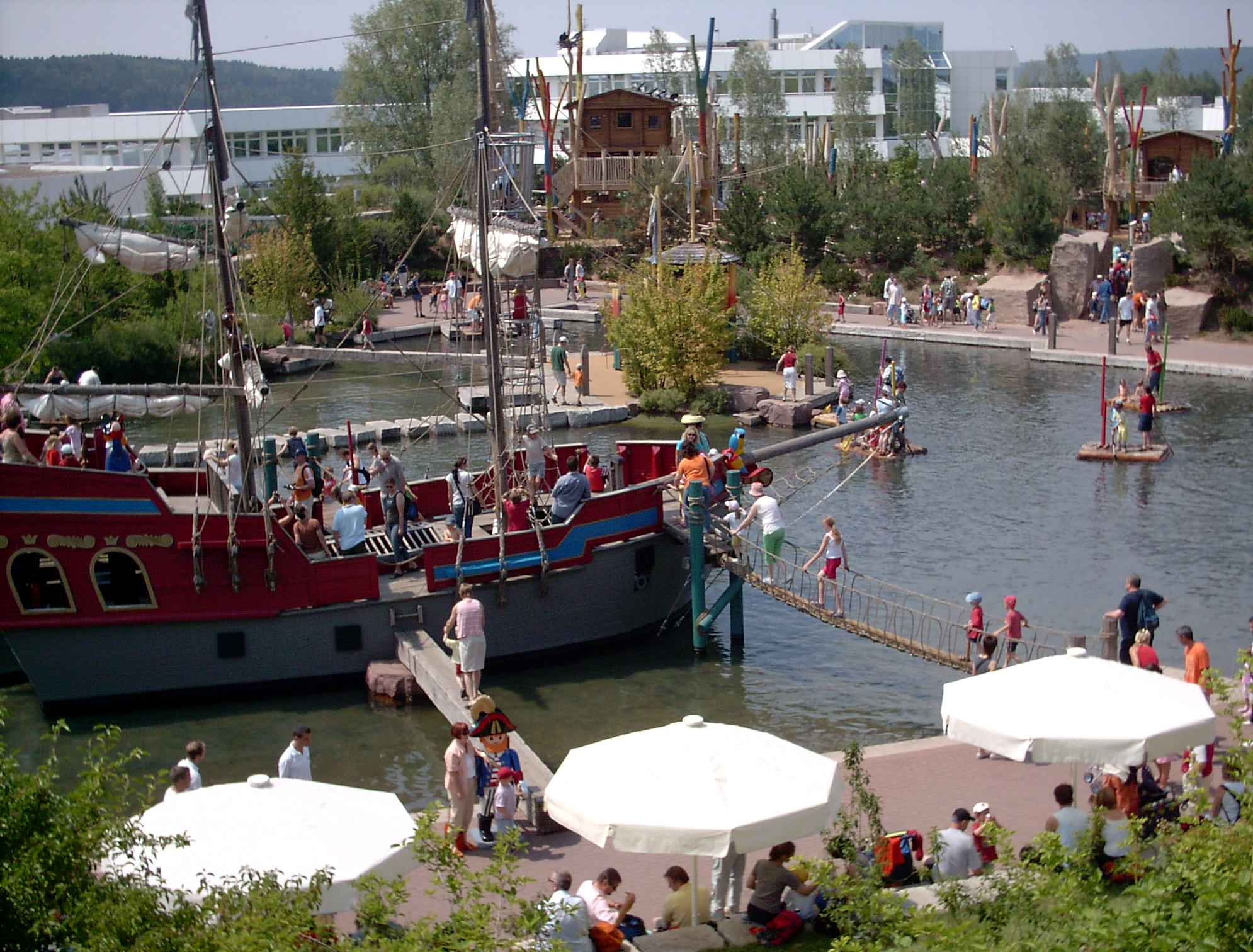
Playmobil Funpark v Zirndorfu.

Playmobil sídlí v bavorském městě Zirndorf nedaleko Norimberku, kde se také nachází velký Playmobil Fun Park. Hračky se vyrábějí především v německém Diethofenu, ale i na Maltě a v Chebu, odkud se vozí zpět do Německa.
Playmobil je rovněž předmětem zájmu sběratelů.

## Historie
V roce 1876 si otevřel Andreas Brandstätter v bavorském městě Fürthu podnik s železářským zbožím, kde vyráběl ozdobná kování a zámky.
V roce 1908 převzal firmu po svém otci Georg Brandstätter, pod názvem Geobra rozšířil sortiment firmy o výrobu kovových hraček a pronikl na evropské i zámořské trhy.
V roce 1954 se stal majitelem rodinného podniku Horst Brandstätter a odstartoval slavnou éru firmy.
Do výroby zavedl nový materiál - plastik. Díky originálnímu zařízení na zpracování umělé hmoty slavila firma v roce 1958 velký úspěch s americkou obručí hula-hop.
V roce 1970 dramaticky klesla výroba i prodej plastových výrobků vzhledem k dlouhotrvající ropné krizi, proto hledal Horst Brandstätter nový směr, kam se měla firma ubírat.
Počátkem sedmdesátých let navrhl hlavní designér firmy Hans Beck (1929-2009) novou hračku - panáčka, který má pohyblivé ruce a nohy, otáčí hlavou a má přátelský výraz.
V roce 1974 vstoupila Geobra na trh s novou značkou, která za posledních čtyřicet let proslavila firmu na celém světě, se značkou PLAYMOBIL.
Marketingový plán příliš nevycházel, protože obchodníci nový výrobek moc dobře nepřijali. O to větší nadšení ale projevily děti a jejich rodiče. PLAYMOBIL od roku 1975 zaznamenal ojedinělý úspěch nejen v Německu, ale i na celém světě. Jen několik let po uvedení na trh se stal nejprodávanější německou hračkou a toto místo zaujímá dodnes.[zdroj?]